# Arturo Muñoz Gutiérrez
Arturo Muñoz (Ciudad de México, México, 31 de diciembre de 1984) es un futbolista mexicano.

## Trayectoria
Mediocampista surgido de la cantera azulgrana que recibe la oportunidad de debutar en la Primera División en el Clausura 2007.

### Clubes
| Club    | País   | Año   | PJ  | Goles |
| ------- | ------ | ----- | --- | ----- |
| Atlante | México | 2007- | 114 | 5     |

## Palmarés

### Campeonatos nacionales
| Título             | Club    | País   | Año  |
| ------------------ | ------- | ------ | ---- |
| Torneo de Apertura | Atlante | México | 2007 |

### Campeonatos internacionales
| Título                  | Club    | País   | Año     |
| ----------------------- | ------- | ------ | ------- |
| Liga Campeones CONCACAF | Atlante | México | 2008/09 |

- Datos: Q2757592